# چلسی هایتس (ویکتوریا)
چلسی هایتس (به انگلیسی: Chelsea Heights) یک حومه شهر در استرالیا است که در ویکتوریا (استرالیا) واقع شده‌است.